# Bottidda
Bottidda (sardinski: Bòtidda) je grad i općina (comune) u pokrajini Sassariju u regiji Sardiniji, Italija. Nalazi se na nadmorskoj visini od 396 metara i ima 694 stanovnika.
 Prostire se na 33,71 km2. Gustoća naseljenosti je 21 st/km2.
Susjedne općine su: Bono, Bonorva, Burgos, Esporlatu, Illorai i Orotelli.